# Процесс двадцати
Проце́сс двадцати́ — суд над деятелями «Народной воли» в Особом Присутствии Правительствующего Сената с 9 февраля по 15 февраля 1882 года, самый значительный из народовольческих процессов.

## Участники процесса

### Председатель суда
Первоприсутствующий Особого присутствия Правительствующего сената сенатор П. А. Дейер

### Государственный обвинитель
- Прокурор Санкт-Петербургской судебной палаты надворный советник Н. В. Муравьёв
- Прокурор Санкт-Петербургского окружного суда П. Г. Покровский

### Защита
Присяжные поверенные и помощники присяжных поверенных: Шнеур, Е. И. Кедрин, В. Д. Рычков, Е. Ф. Королёв, Ф. Н. Кишенский, А. М. Чичагов, В. Д. Спасович, С. С. Соколов, А. К. Рихтер, А. В. Михайлов, Н. И. Грацианский, П. А. Александров, В. С. Буймистров, В. А. Кейкуатов, А. Н. Турчанинов, В. Н. Герард, Г. Д. Нечаев.

### Подсудимые и приговор
1. Арончик А. Б. — вечная каторга
2. Баранников А. И. — вечная каторга
3. Емельянов И. П. — вечная каторга
4. Златопольский Л. С. — 20 лет каторги
5. Исаев Г. П. — вечная каторга
6. Клеточников Н. В. — вечная каторга
7. Колодкевич Н. Н. — вечная каторга;
8. Ланганс М. Р. — вечная каторга
9. Лебедева Т. И. — вечная каторга
10. Люстиг Ф. О. — 4 года каторги
11. Меркулов В. А. — освобожден от наказания;
12. Михайлов А. Д. — вечная каторга
13. Морозов Н. А. — вечная каторга
14. Суханов H. Е. — смертная казнь
15. Терентьева Л. Д. — 20 лет каторги
16. Тетёрка М. В.— вечная каторга
17. Тригони M. H. — 20 лет каторги
18. Фриденсон Г. М. — 10 лет каторги
19. Фроленко М. Ф. — вечная каторга
20. Якимова А. В. — вечная каторга.

Из 20 подсудимых только пятеро: Ф. О. Люстиг, Н. А. Морозов, М. Н. Тригони, М. Ф. Фроленко и  А. В. Якимова всё-таки дожили до свержения монархии в России.